# Mitraginina
La mitraginina es un opioide a base de indol y el alcaloide activo más abundante en la planta Mitragyna speciosa, conocida comúnmente como Kratom y "Biak-Biak". La hoja seca de kratom contiene aproximadamente 1-2 % mitraginina.

## Farmacología
La mitraginina sí mismo actúa principalmente a través de receptores mu opioides, aunque su producto de oxidación mitraginina pseudoindoxil, actúa como un agonista µ-opioide aún más potente y selectivo, pero con menos afinidad por los receptores delta o kappa.
Otro alcaloide con una importante contribución a la actividad opioide µ-kratom de la planta es el compuesto relacionado 7-hidroximitraginina, que, aunque presente en la planta en cantidades mucho más pequeñas que la mitraginina, es un agonista µ-opioide mucho más potente. El grado en que este constituyente agonista mucho menor pero más potente de la planta contribuye a los efectos subjetivos de consumo de kratom todavía no está claro.

## Farmacocinética
Se ha estudiado en usuarios crónicos. Se experimenta un extenso metabolismo hepático con una cinética lineal y larga vida media. 
Detección en los fluidos corporales.

## Estructura
Está estructuralmente relacionado al alcaloide yohimbe y, en forma más distante a voacangina. Químicamente la mitraginina es una 9-metoxi-corinanteidina.